# Villeneuve-lès-Lavaur
Villeneuve-lès-Lavaur är en kommun i departementet Tarn i regionen Occitanien i södra Frankrike. Kommunen ligger i kantonen Lavaur som tillhör arrondissementet Castres. År 2022 hade Villeneuve-lès-Lavaur 138 invånare.

## Befolkningsutveckling
Antalet invånare i kommunen Villeneuve-lès-Lavaur
| Referens: INSEE |